# Mistrzostwa Świata w Pływaniu 1973
1. Mistrzostwa świata w pływaniu odbyły się Belgradzie (Jugosławia) w dniach 31 sierpnia – 9 września 1973.

## Wyniki

### Pływanie

#### Mężczyźni
| Konkurencja                       | Złoto                                                   | Srebro                                                           | Brąz                                                           |
| 100 m Styl dowolny                | Jim Montgomery 51,70                                    | Michel Rousseau 52,08                                            | Michael Wenden 52,52                                           |
| 200 m Styl dowolny                | Jim Montgomery 1:53,02                                  | Kurt Krumpholz 1:53,61                                           | Roger Pyttel 1:53,97                                           |
| 400 m Styl dowolny                | Rick DeMont 3:58,18                                     | Brad Cooper 3:58,70                                              | Bengt Gingsjö 4:01,27                                          |
| 1500 m Styl dowolny               | Stephen Holland 15:31,85                                | Rick DeMont 15:35,44                                             | Brad Cooper 15:45,04                                           |
| 100 m Styl grzbietowy             | Roland Matthes 57,47                                    | Mike Stamm 58,77                                                 | Lutz Wanja 59,08                                               |
| 200 m Styl grzbietowy             | Roland Matthes 2:01,87                                  | Zoltán Verrasztó 2:05,89                                         | John Naber 2:08,91                                             |
| 100 m Styl klasyczny              | John Hencken 1:04,02                                    | Michaił Kriukin 1:04,61                                          | Nobutaka Taguchi 1:05,61                                       |
| 200 m Styl klasyczny              | David Wilkie 2:19,28                                    | John Hencken 2:19,95                                             | Nobutaka Taguchi 2:23,11                                       |
| 100 m Styl motylkowy              | Bruce Robertson 55,69                                   | Joe Bottom 56,37                                                 | Robin Backhaus 56,42                                           |
| 200 m Styl motylkowy              | Robin Backhaus 2:03,32                                  | Steven Gregg 2:03,58                                             | Hartmut Flöckner 2:03,84                                       |
| 200 m Styl zmienny                | Gunnar Larsson 2:08,36                                  | Stan Carper 2:08,43                                              | David Wilkie 2:08,84                                           |
| 400 m Styl zmienny                | András Hargitay 4:31,11                                 | Rod Strachan 4:33,60                                             | Rick Colella 4:34,68                                           |
| 4 × 100 m Sztafeta – styl dowolny | Stany Zjednoczone                                       | Związek Radziecki                                                | NRD                                                            |
| 4 × 100 m Sztafeta – styl dowolny | Mel Nash Joe Bottom Jim Montgomery John Murphy          | Igor Griwiennikow Wiktor Abojmow Władimir Kriwcow Władimir Burie | Roland Matthes Roger Pyttel Peter Bruch Hartmut Flöckner       |
| 4 × 200 m Sztafeta – styl dowolny | Stany Zjednoczone                                       | Australia                                                        | RFN                                                            |
| 4 × 200 m Sztafeta – styl dowolny | Kurt Krumpholz Robin Backhaus Rick Klatt Jim Montgomery | John Kulasalu Stephen Badger Brad Cooper Michael Wenden          | Klaus Steinbach Werner Lampe Peter Nocke Folkert Meeuw         |
| 4 × 100 m Sztafeta – styl zmienny | Stany Zjednoczone                                       | NRD                                                              | Kanada                                                         |
| 4 × 100 m Sztafeta – styl zmienny | Mike Stamm John Hencken Joe Bottom Jim Montgomery       | Roland Matthes Jürgen Glas Hartmut Flöckner Roger Pyttel         | Ian MacKenzie Peter Hrdlitschka Bruce Robertson Brian Phillips |

#### Kobiety
| Konkurencja                       | Złoto                                                       | Srebro                                                        | Brąz                                                            |
| 100 m Styl dowolny                | Kornelia Ender 57,54                                        | Shirley Babashoff 58,87                                       | Enith Brigitha 58,87                                            |
| 200 m Styl dowolny                | Keena Rothhammer 2:04,99                                    | Shirley Babashoff 2:05,33                                     | Andrea Eife 2:05,52                                             |
| 400 m Styl dowolny                | Heather Greenwood 4:20,28                                   | Keena Rothhammer 4:21,50                                      | Novella Calligaris 4:21,79                                      |
| 800 m Styl dowolny                | Novella Calligaris 8:52,97                                  | Jo Harshbarger 8:55,56                                        | Gudrun Wegner 9:01,82                                           |
| 100 m Styl grzebietowy            | Ulrike Richter 1:05,42                                      | Melissa Belote 1:06,11                                        | Wendy Cook 1:06,27                                              |
| 200 m Styl grzebietowy            | Melissa Belote 2:20,52                                      | Enith Brigitha 2:22,15                                        | Andrea Gyarmati 2:22,48                                         |
| 100 m Styl klasyczny              | Renate Vogel 1:13,74                                        | Lubow Rusanowa 1:15,42                                        | Brigitte Schuchardt 1:15,82                                     |
| 200 m Styl klasyczny              | Renate Vogel 2:40,01                                        | Hannelore Anke 2:40,49                                        | Lynn Colella 2:41,71                                            |
| 100 m Styl motylkowy              | Kornelia Ender 1:02,53                                      | Rosemarie Kother 1:02,68                                      | Mayumi Aoki 1:03,73                                             |
| 200 m Styl motylkowy              | Rosemarie Kother 2:13,76                                    | Roswitha Beier 2:16,77                                        | Lynn Colella 2:19,53                                            |
| 200 m Styl zmienny                | Andrea Hübner 2:20,51                                       | Kornelia Ender 2:21,21                                        | Kathy Heddy 2:23,84                                             |
| 400 m Styl zmienny                | Gudrun Wegner 4:57,51                                       | Angela Franke 5:00,37                                         | Novella Calligaris 5:02,02                                      |
| 4 × 100 m Sztafeta – styl dowolny | NRD                                                         | Stany Zjednoczone                                             | RFN                                                             |
| 4 × 100 m Sztafeta – styl dowolny | Kornelia Ender Andrea Eife Andrea Hübner Sylvia Eichner     | Kim Peyton Kathy Heddy Heather Greenwood Shirley Babashoff    | Jutta Weber Heidemarie Reineck Gudrun Beckmann Angela Steinbach |
| 4 × 100 m Sztafeta – styl zmienny | NRD                                                         | Stany Zjednoczone                                             | RFN                                                             |
| 4 × 100 m Sztafeta – styl zmienny | Ulrike Richter Renate Vogel Rosemarie Kother Kornelia Ender | Melissa Belote Marcia Morey Deena Deardurff Shirley Babashoff | Angelika Grieser Petra Nows Gudrun Beckmann Jutta Weber         |

### Pływanie synchroniczne
| Konkurencja | Złoto | Srebro | Brąz                                                             |
| Solo        | Teresa Andersen                                                                                                  | Jojo Carrier | Junko Hasumi                                                     |
| Duet        | Teresa Andersen i Gail Johnson                                                                                   | Jojo Carrier i Madeleine Ramsay                                                                                     | Masako Fujiwara i Yasuko Fujiwara                                |
| Drużyna     | Stany Zjednoczone                                                                                                | Kanada | Japonia                                                          |
| Drużyna     | Teresa Anderson Susan Barros Robin Curren Jackie Douglas Gail Johnson Dance Moore Amanda Norrish Suzanne Randell | Michelle Calkins Frances Hambrook Debbie Humphrey Lorraine Nicholl Gail Page Carol Stuart Susan Thomas Laura Wilkin | Masako Fujiwara Yasuko Fujiwara Junko Hasumi Yasuko Unesaki ---- |

### Skoki
| Konkurencja                    | Złoto          | Srebro          | Brąz           |
| Mężczyźni Trampolina 3-metrowa | Phil Boggs     | Klaus Dibiasi   | Keith Russell  |
| Kobiety Trampolina 3-metrowa   | Christa Köhler | Ulrika Knape    | Marina Janicke |
| Mężczyźni Wieża 10-metrowa     | Klaus Dibiasi  | Keith Russell   | Falk Hoffmann  |
| Kobiety Wieża 10-metrowa       | Ulrika Knape   | Milena Duchková | Irina Kalinina |

### Piłka wodna

#### Mężczyźni
| Konkurencja | Złoto | Srebro | Brąz       |
| ----------- | ----- | ------ | ---------- |
| Drużyna     | Węgry | ZSRR   | Jugosławia |

## Klasyfikacja medalowa
| Miejsce | Państwo           | Złoto | Srebro | Brąz | Razem |
| ------- | ----------------- | ----- | ------ | ---- | ----- |
| 1.      | Stany Zjednoczone | 16    | 15     | 7    | 38    |
| 2.      | NRD               | 13    | 6      | 8    | 27    |
| 3.      | Włochy            | 2     | 1      | 2    | 5     |
| 4.      | Węgry             | 2     | 1      | 1    | 4     |
| 5.      | Szwecja           | 2     | 0      | 1    | 3     |
| 6.      | Kanada            | 1     | 4      | 2    | 7     |
| 7.      | Australia         | 1     | 2      | 2    | 5     |
| 8.      | Wielka Brytania   | 1     | 0      | 1    | 2     |
| 9.      | ZSRR              | 0     | 4      | 1    | 5     |
| 10.     | Holandia          | 0     | 1      | 1    | 2     |
| 11.     | Czechosłowacja    | 0     | 1      | 0    | 1     |
| 11.     | Francja           | 0     | 1      | 0    | 1     |
| 13.     | Japonia           | 0     | 0      | 6    | 6     |
| 14.     | RFN               | 0     | 0      | 3    | 3     |
| 15.     | Jugosławia        | 0     | 0      | 1    | 1     |